# شهرستان پالو پینتو (تگزاس)
شهرستان پالو پینتو، تگزاس (به انگلیسی: Palo Pinto County, Texas) یک سکونتگاه مسکونی در ایالات متحده آمریکا است که در تگزاس واقع شده‌است.

## خصوصیات
شهرستان پالو پینتو ۲٬۵۵۳٫۷۴ کیلومترمربع مساحت دارد.